# Aquidaban Sport Club

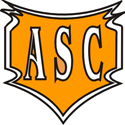
Escudo do Aquidaban

Aquidaban Sport Club é uma agremiação esportiva fundada em 1.º de maio de 1923 na cidade de Curitiba por Dante Pasqualini, Adolpho Werneck Filho, Paulo de Souza Castro, Alceste Werneck, José Luiz Correia, João Werneck de Capistrano, Othelo W. Lopes, Enock Luiz de Lima, Walfrido Hatschbach e Orlando Bechtloff.
Foi um clube social com atuação em diversos esportes. Sua sede social funcionou por décadas na Rua XV de novembro, 86 - Centro. 
Disputou o Campeonato Paranaense de Futebol à convite da FPD de 1928 à 1930. 
Era popularmente chamado de Auri-Alvi e de Amarelinho do Centro. 
Hoje se encontra fora de atividade.